# 郡山貨物ターミナル駅
郡山貨物ターミナル駅（こおりやまかもつターミナルえき）は、福島県郡山市安積町荒井字猫田にある日本貨物鉄道（JR貨物）の貨物駅。東北本線所属。
福島県中通りの鉄道貨物輸送の拠点で、着発線荷役方式（E&S方式）を導入している。
本項目では、当駅を包摂する現業機関である郡山総合鉄道部についても記述する。

## 歴史
郡山操車場として開設され、東北本線の貨物輸送の要だった。郡山操車場は東洋一と言われた規模を有し、1968年にはヤード内入換作業がコンピューター化された。1977年に郡山駅の機能を移し、駅に昇格した。
1984年にはヤード集結型輸送が廃止され、その広大な操車場遊休地の活用を目的として郡山南拠点再開発事業が計画された。後にビッグパレットふくしま（福島県産業交流館）が建設されている。

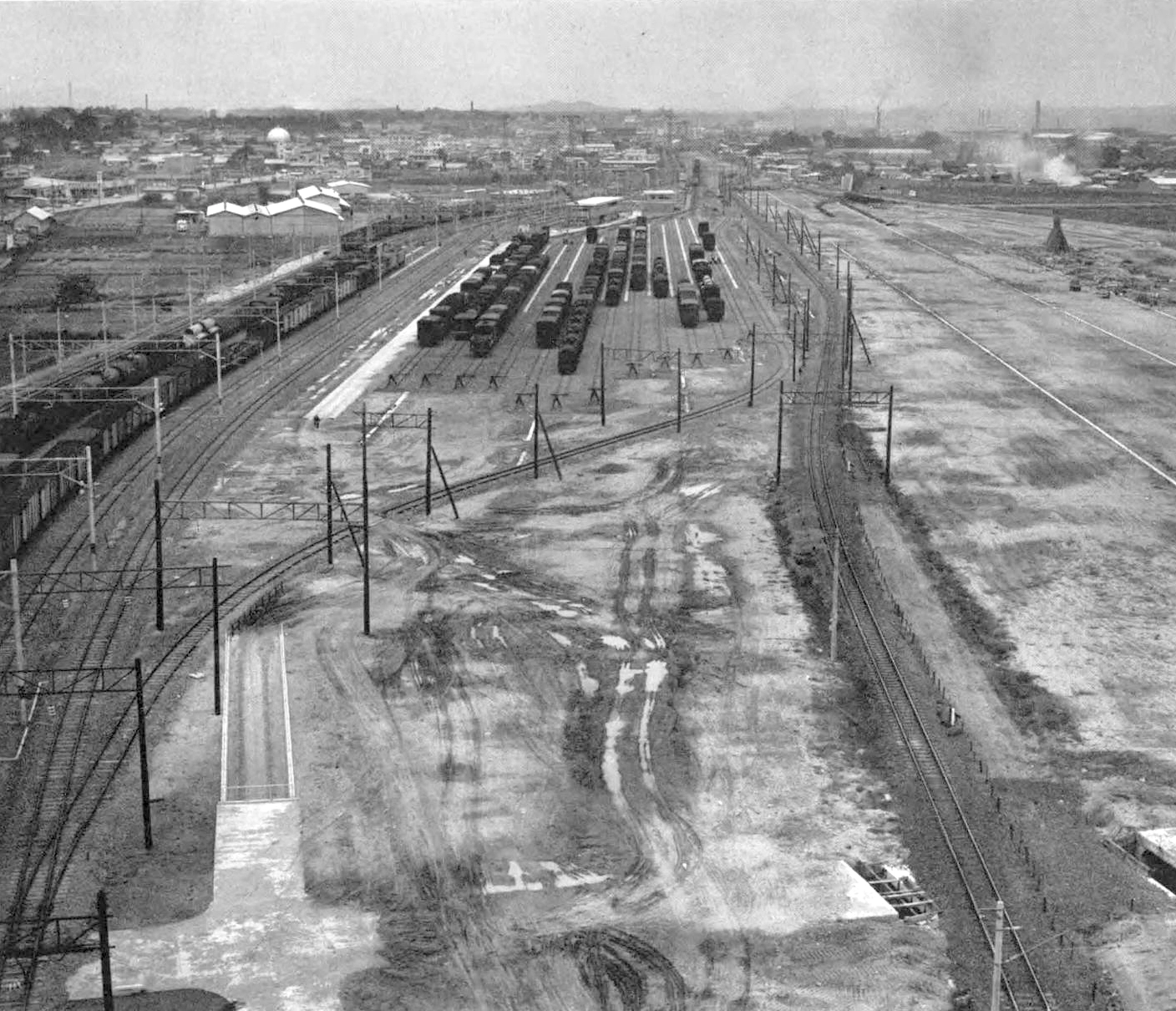
郡山操車場（1965年）
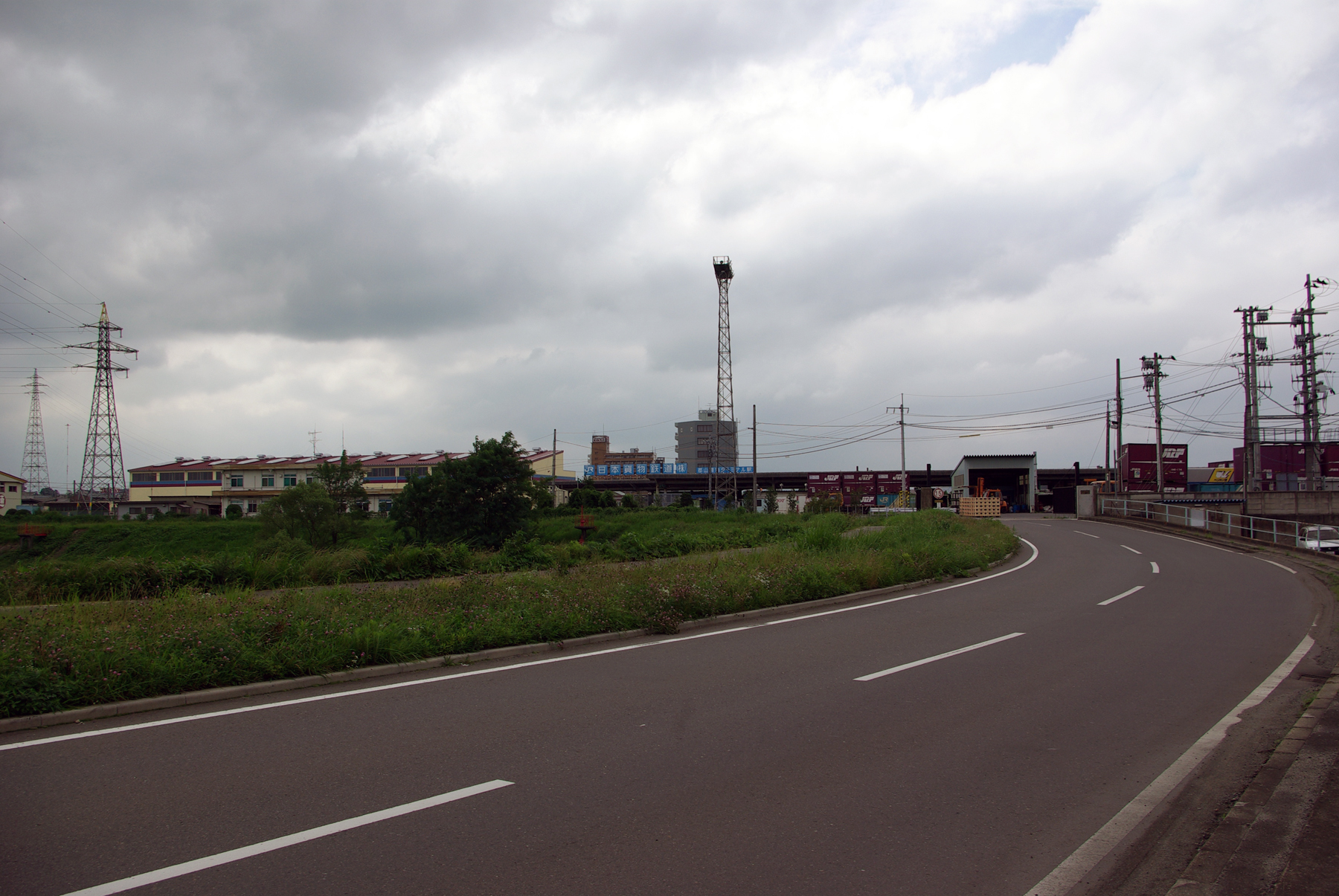
2009年7月の全景

### 年表
- 1965年（昭和40年）10月1日：郡山操車場として開設[6]。
- 1968年（昭和43年）8月: 自動化ヤード運用開始[5]
- 1977年（昭和52年）3月1日：駅に昇格、郡山貨物ターミナル駅開業（一般駅）[4][6]。同時にセメントターミナル郡山営業所も開業。
- 1978年（昭和53年）9月7日：小荷物の取扱を廃止（貨物駅となる）[6]。
- 1984年（昭和59年）2月1日：操車場機能を停止。
- 1987年（昭和62年）4月1日：国鉄分割民営化により、JR貨物の駅となる[6]。
- 1990年（平成2年）3月10日：東北地方で初めて着発線荷役方式を導入。
- 1993年（平成5年）12月：郡山貨物ターミナル駅と郡山貨車区等を統合し、郡山総合鉄道部を設置[7]。
- 2023年（令和5年）4月3日：構内にコンテナと一般トラックの積替ステーションを開設[8]。

## 駅構造
203,000m2の敷地面積を持つ地上駅。線路は南北方向に通っており、コンテナホームなどはすべて本線の東側に設置されている。
上下本線の間には上下4本ずつの着発線がある。名称は、西側から下り本線、下り1-4番線、上り4-1番線、上り本線の順。上り本線の東隣にも着発線2本（東1・東2番線）と側線6本（東3-8番線）がある。側線隣の線路（東9番線）が着発線荷役方式 (E&S) を採用する着発線兼荷役線であり、コンテナホームが接する。コンテナホームは島式で、反対側にも2本の荷役線（これらは側線）が敷設されている。
構内の南側にはコンテナ車の検修庫と検修線（検1-4番線）がある。また、隣接して車両の空制機器・部品の検修棟と、郡山総合鉄道部事務室や郡山営業所等が入居する総合事務所棟が合築して設置されている。
検修庫の南側にはセメントターミナル郡山営業所があり、ここへ伸びる荷役線も存在する。この営業所は、かつては貨車によるセメント輸送が行われていたが、2000年3月の大越駅からの到着便をもって廃止された。
着発線を除き、構内の線路の多くは電化されていない。構内の入換作業用に新鶴見機関区所属のHD300形ハイブリッド機関車が常駐している。

## 取扱う貨物の種類
当駅は、コンテナ貨物と臨時の車扱貨物の取扱駅である。コンテナ貨物は、JR規格で12ft・20ft・30ftの鉄道コンテナと、ISO規格で20ftの海上コンテナを取り扱う。
取扱品目は、発送貨物では酒類、積合せ貨物、医薬品、米、自動車部品などで、到着貨物ではガラス製品、化学工業品、清涼飲料水、工業薬品などである。また産業廃棄物・特別管理産業廃棄物の取扱許可を得ており、これらが入ったコンテナの取扱いも可能。

## 貨物列車・トラック便
（2014年3月15日改正時点）
高速貨物列車
仙台貨物ターミナル駅方面行きの下り列車が1日7本、宇都宮貨物ターミナル駅方面行きの上り列車が11本停車する。そのうち、上り2本が当駅を終点とし、下り1本が当駅を起点とする。
列車の行き先は、下り列車は仙台貨物ターミナル駅（1日5本）や、盛岡貨物ターミナル駅、札幌貨物ターミナル駅（各1本ずつ）があり、上り列車では、隅田川駅（1日2本）や新座貨物ターミナル駅、名古屋貨物ターミナル駅、大阪貨物ターミナル駅、安治川口駅、広島貨物ターミナル駅、福岡貨物ターミナル駅（各1本ずつ）などがある。
このほか、臨時列車も設定されている。
専用貨物列車
仙台港駅から当駅経由で吹田貨物ターミナル駅まで西濃運輸ブロックトレイン「カンガルーライナーSS60」が運行されている。
トラック便
会津若松オフレールステーションとの間に1日2往復、東福島オフレールステーションとの間に1日3往復運行されている。

## 利用状況
「郡山市統計書」によると、2017年度（平成29年度）のJR貨物の発送貨物は192,530トン、到着貨物は168,796トンである。
近年の推移は以下のとおりである。
| 貨物輸送推移       | 貨物輸送推移 | 貨物輸送推移 | 貨物輸送推移 |
| 年度               | 発送         | 到着         | 出典         |
| ------------------ | ------------ | ------------ | ------------ |
| 2002年（平成14年） | 267,298      | 201,891      | [ 13 ]       |
| 2003年（平成15年） | 278,454      | 235,117      | [ 13 ]       |
| 2004年（平成16年） | 233,783      | 220,750      | [ 13 ]       |
| 2005年（平成17年） | 221,589      | 220,756      | [ 13 ]       |
| 2006年（平成18年） | 242,978      | 219,593      | [ 13 ]       |
| 2007年（平成19年） | 232,380      | 207,058      | [ 14 ]       |
| 2008年（平成20年） | 216,965      | 184,751      | [ 14 ]       |
| 2009年（平成21年） | 199,330      | 168,135      | [ 14 ]       |
| 2010年（平成22年） | 228,359      | 169,754      | [ 14 ]       |
| 2011年（平成23年） | 146,331      | 175,735      | [ 14 ]       |
| 2012年（平成24年） | 176,250      | 170,353      | [ 15 ]       |
| 2013年（平成25年） | 210,099      | 175,931      | [ 15 ]       |
| 2014年（平成26年） | 219,531      | 179,536      | [ 15 ]       |
| 2015年（平成27年） | 196,405      | 174,800      | [ 15 ]       |
| 2016年（平成28年） | 180,504      | 167,950      | [ 15 ]       |
| 2017年（平成29年） | 192,530      | 168,796      | [ 12 ]       |

## 郡山総合鉄道部
1993年（平成5年）12月に、郡山貨物ターミナル駅と郡山貨車区等を統合して発足した。駅の機能（構内の信号扱い・入換・荷役・貨車やコンテナの運用手配等）と貨車検修基地の機能（貨車の交番検査等）、乗務員基地機能（黒磯駅 - 陸前山王駅間の乗務）等を併せ持つ現業機関である。
貨車の検修庫は、郡山貨車区当時は郡山貨物ターミナル駅構内北側（下り方）にあったが、総合鉄道部発足後、構内を暗渠で横切る南川の河川改修を機に、2005年（平成17年）に構内南側（上り方）に新たな検修庫を設置して移転した。
2023年（令和5年）4月には、郡山車両所の廃止に伴い、同所の業務のうち車両の空気ブレーキ機器等の検修及び他の車両所や検修拠点への部品供給に関する業務が移管され、部品センターが開設された。また、老朽化していた駅舎・営業所棟等についても、この機会に刷新することとなり、空制機器・部品の検修棟とこれらの部門が入居する総合事務所棟が合築して設置された。
部品センターでは、関西支社管内を除く全国各地区の検修拠点を対象に空制部品・ユニットブレーキ機器の検修を行っている。
2000年（平成12年）4月から、仙台港駅に私有タンク車の交番検査を行う仙台港派出を設置している。仙台港地区の石油発送駅を常備駅とする私有タンク車について、交番検査を郡山貨物ターミナル駅まで回送することなく仙台港地区で実施するために設置したもので、仙台臨海鉄道仙台港機関区に併設され、業務は同社が受託する。

## その他
長らく東京貨物ターミナル駅、宇都宮貨物ターミナル駅と並び、駅名の読みの長さではJRトップ（13文字）であったが、2002年に北九州貨物ターミナル駅にその座を譲った。

## 隣の駅
東日本旅客鉄道（JR東日本）
東北本線
安積永盛駅 - 郡山貨物ターミナル駅 - 郡山駅